# 調元曆
《調元曆》（乙未元曆）是五代後晉司天监馬重績參修宣明曆及崇玄曆而成新曆法，天福四年（939年）进献。
《調元曆》以唐朝天宝十四载（755年）乙未立为近元，以雨水正月朔为岁首。高祖石敬瑭名为《調元曆》，世称《小曆》，翰林学士承旨和凝为之制序。天福九年（944年）恢复使用《崇玄曆》。
遼穆宗應曆十一年（961年）司天王白、李正等進呈《乙未元曆》，至遼聖宗統和十二年（994年）改用賈俊所進大明曆。